# Liste des cathédrales de Tanzanie
Cet article recense les cathédrales de Tanzanie.

## Liste
| Cathédrale                                       | Diocèse       | Région              | Ville         | Coordonnées                      | Illustration               |
| ------------------------------------------------ | ------------- | ------------------- | ------------- | -------------------------------- | -------------------------- |
| Cathédrale Sainte-Thérèse                        | Arusha        | Arusha              | Arusha        | 3° 22′ 18″ sud, 36° 41′ 29″ est  | Cathédrale Sainte-Thérèse  |
| Cathédrale Mater Misericodiae                    | Bukoba        | Kagera              | Bukoba        | à géolocaliser                   | Image manquante Téléverser |
| Cathédrale Saint-Paul                            | Bunda         | Mara                | Bunda         | à géolocaliser                   | Image manquante Téléverser |
| Cathédrale Saint-Joseph                          | Dar-es-Salaam | Dar es Salaam       | Dar-es-Salaam | 6° 49′ 09″ sud, 39° 17′ 17″ est  | Cathédrale Saint-Joseph    |
| Cathédrale Saint-Paul-de-la-Croix                | Dodoma        | Dodoma              | Dodoma        | à géolocaliser                   | Image manquante Téléverser |
| Cathédrale du Sacré-Cœur                         | Iringa        | Iringa              | Iringa        | à géolocaliser                   | Image manquante Téléverser |
| Cathédrale Notre-Dame-de-la-Victoire             | Kigoma        | Kigoma              | Kigoma        | à géolocaliser                   | Image manquante Téléverser |
| Cathédrale du Christ-Roi                         | Mahenge       | Morogoro            | Mahenge       | à géolocaliser                   | Image manquante Téléverser |
| Cathédrale du Christ-Roi                         | Mbeya         | Mbeya               | Mbeya         | à géolocaliser                   | Image manquante Téléverser |
| Cathédrale Saint-Patrick                         | Morogoro      | Morogoro            | Morogoro      | à géolocaliser                   | Image manquante Téléverser |
| Cathédrale du Christ-Roi                         | Moshi         | Kilimanjaro         | Moshi         | à géolocaliser                   | Image manquante Téléverser |
| Cathédrale de l'Immaculée-Conception             | Mpanda        | Rukwa               | Mpanda        | à géolocaliser                   | Image manquante Téléverser |
| Église abbatiale de Ndanda (ancienne cathédrale) | Mtwara        | Mwanza              | Mtwara        | 10° 30′ 09″ sud, 39° 01′ 44″ est | Image manquante Téléverser |
| Cathédrale Sainte-Marie-Mère-de-Dieu             | Musoma        | Mara                | Musoma        | à géolocaliser                   | Image manquante Téléverser |
| Cathédrale de l'Epiphanie                        | Mwanza        | Mwanza              | Mwanza        | à géolocaliser                   | Image manquante Téléverser |
| Cathédrale du Christ-Roi                         | Same          | Manyara             | Same          | à géolocaliser                   | Image manquante Téléverser |
| Cathédrale Mater Misericodiae                    | Shinyanga     | Shinyanga           | Shinyanga     | à géolocaliser                   | Image manquante Téléverser |
| Cathédrale Saint-Mathias-Mulumba-Kalemba         | Songea        | Ruvuma              | Songea        | à géolocaliser                   | Image manquante Téléverser |
| Cathédrale                                       | Sumbawanga    | Rukwa               | Sumbawanga    | à géolocaliser                   | Image manquante Téléverser |
| Cathédrale Sainte-Thérèse                        | Tabora        | Tabora              | Tabora        | à géolocaliser                   | Image manquante Téléverser |
| Cathédrale Saint-Antoine                         | Tanga         | Tanga               | Tanga         | à géolocaliser                   | Image manquante Téléverser |
| Cathédrale Saint-Joseph                          | Zanzibar      | Zanzibar Urban/West | Zanzibar      | 6° 09′ 46″ sud, 39° 11′ 20″ est  | Cathédrale Saint-Joseph    |